# Bo’ness
Bo’ness (kurz für Borrowstounness) ist eine Stadt in der schottischen Council Area Falkirk und der traditionellen Grafschaft West Lothian. Die Hafenstadt ist auf einer Landspitze etwa 25 km nordnordwestlich von Edinburgh und 11 km östlich von Falkirk gelegen.

## Geschichte
Zu Beginn des 18. Jahrhunderts entwickelte sich Bo’ness zu einem der wichtigsten Handelshäfen in Schottland. Unter anderem wurden dort Kohle exportiert und Holz sowie Stein importiert. Auch florierten der lokale Fisch- und Walfang sowie der Schiffbau. Der Niedergang des Hafens begann mit dem Zusammenbruch des Tabakhandels und der Indienststellung des Forth-and-Clyde-Kanals. Fortan verlagerte sich der Handel ins benachbarte Grangemouth. Mit der Brennerei Bo’ness war Bo’ness zwischen 1813 und 1925 Standort einer überregional bekannten Whiskybrennerei. Zwischen 1817 und 1842 bestand noch eine zweite, jedoch weniger erfolgreiche Brennerei. Im Jahre 2011 verzeichnete Bo’ness 14.868 Einwohner.

## Sehenswürdigkeiten
In Bo’ness befindet sich das Herrenhaus Kinneil House aus dem 17. Jahrhundert, welches jedoch nie vollständig fertiggestellt wurde. Der Bau geht auf ein Gebäude, das James Hamilton, 1. Lord Hamilton um das Jahr 1470 errichten ließ, zurück.
Teile des römischen Antoninuswalls liegen innerhalb des Stadtgebiets. Auch beim Carriden House lassen sich Spuren des Antoninuswalls entdecken.
Insgesamt befinden sich sechs Denkmäler aus der höchsten Denkmalkategorie in der Stadt. (Siehe auch: Liste der Kategorie-A-Bauwerke in der Council Area Falkirk)
Am Hafen findet sich zudem das Scottish Railway Museum der Scottish Railway Preservation Society. Von dem auf dem Museumsgelände liegenden Bahnhof Bo’ness aus fahren Nostalgiezüge der Bo’ness & Kinneil Railway über mehrere Haltestellen bis an die Glasgow–Edinburgh via Falkirk Hauptlinie.

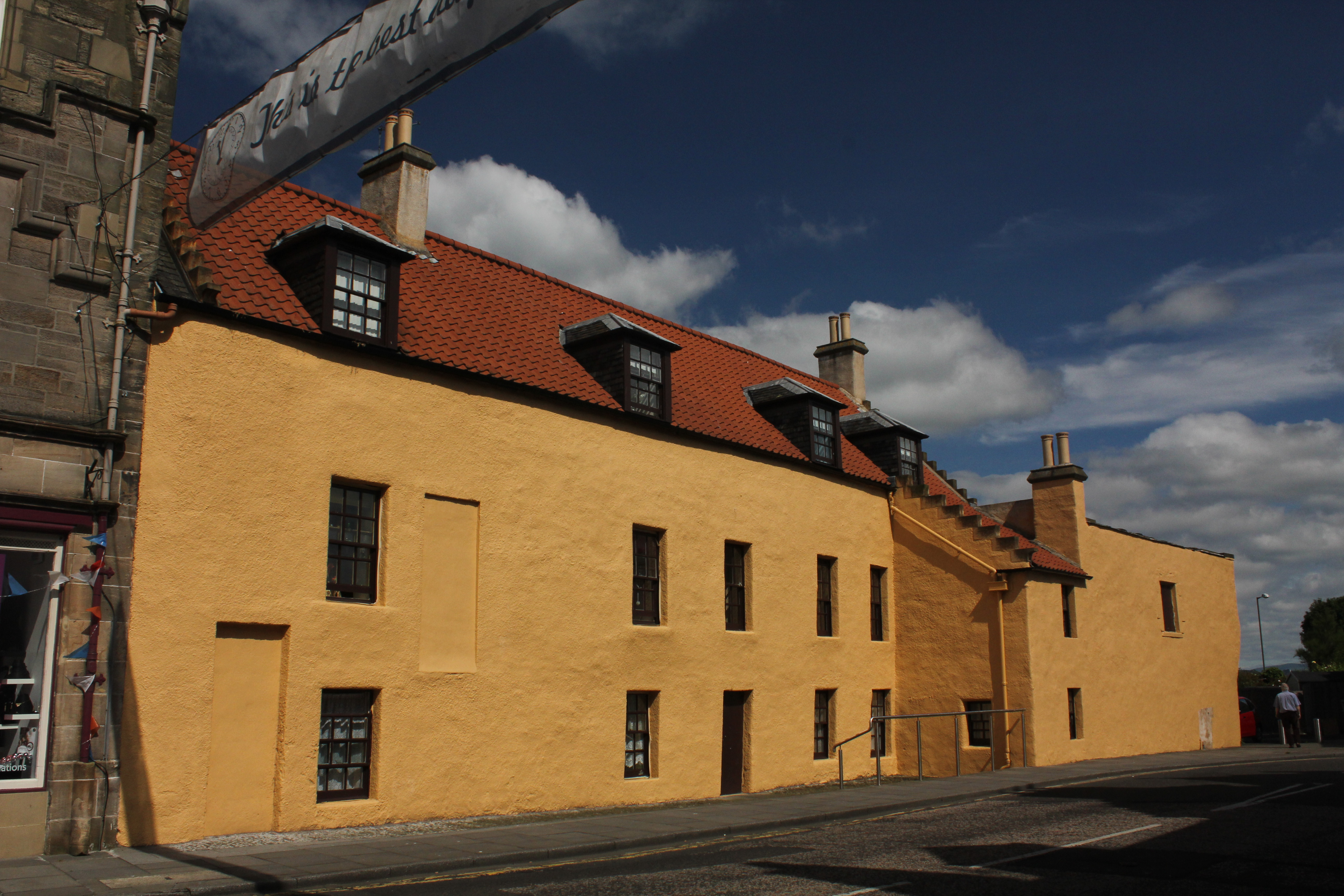
Altes Kaufmannshaus
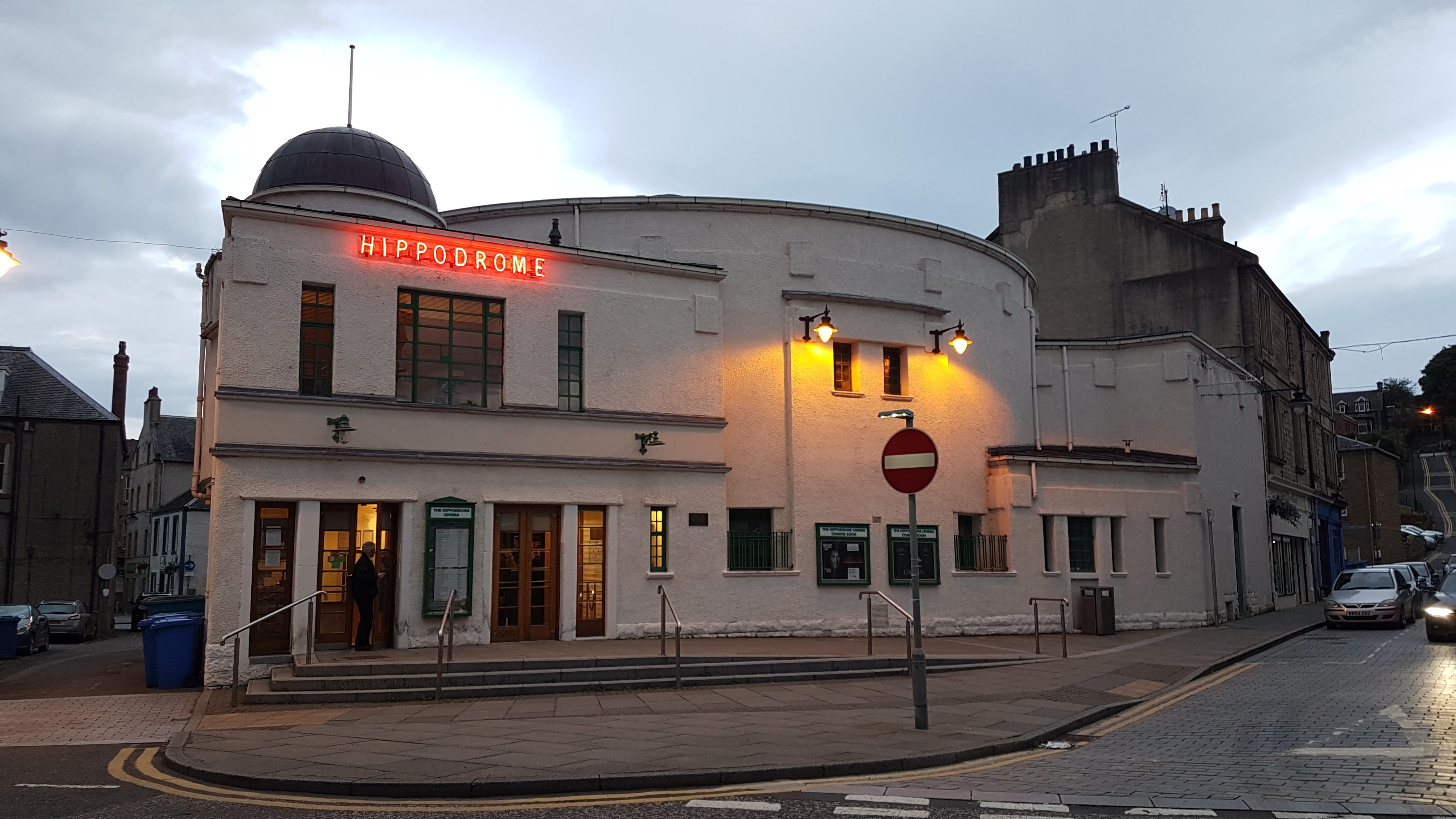
Das Hippodrome
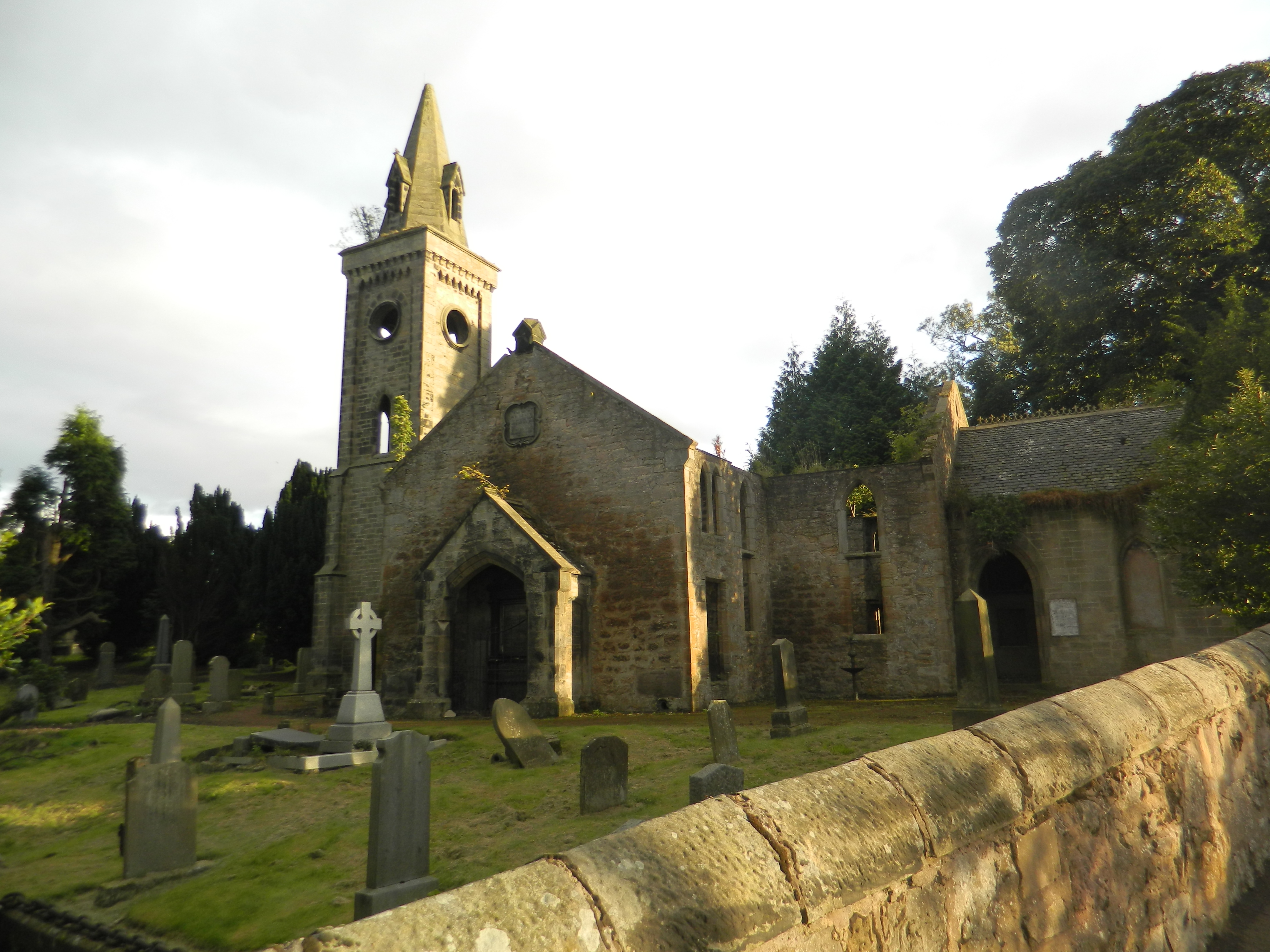
Die alte Carriden Church mit dem Friedhof
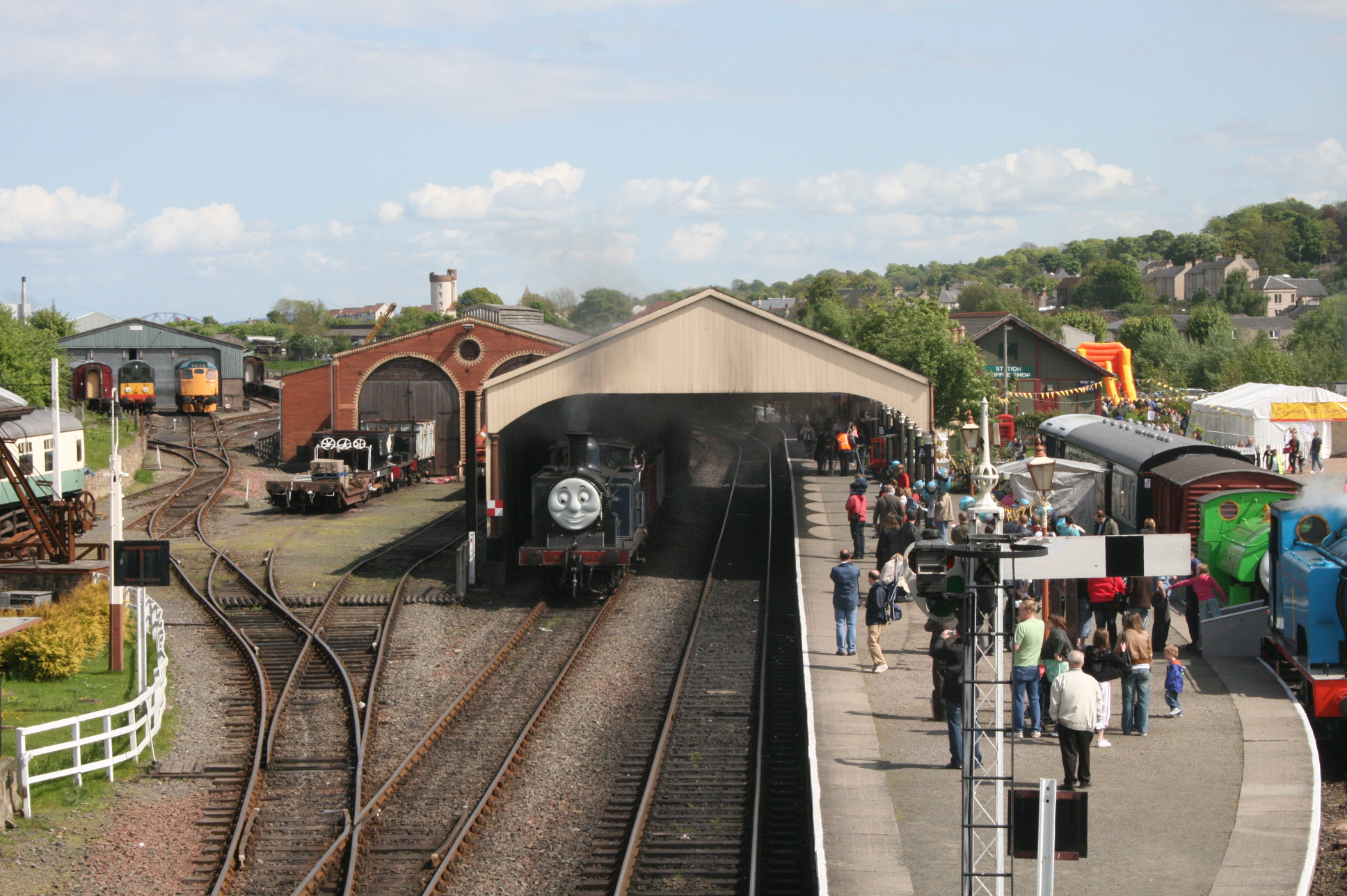
Kopfbahnhof der Bo’ness & Kinneil Railway